# Opération Backfire

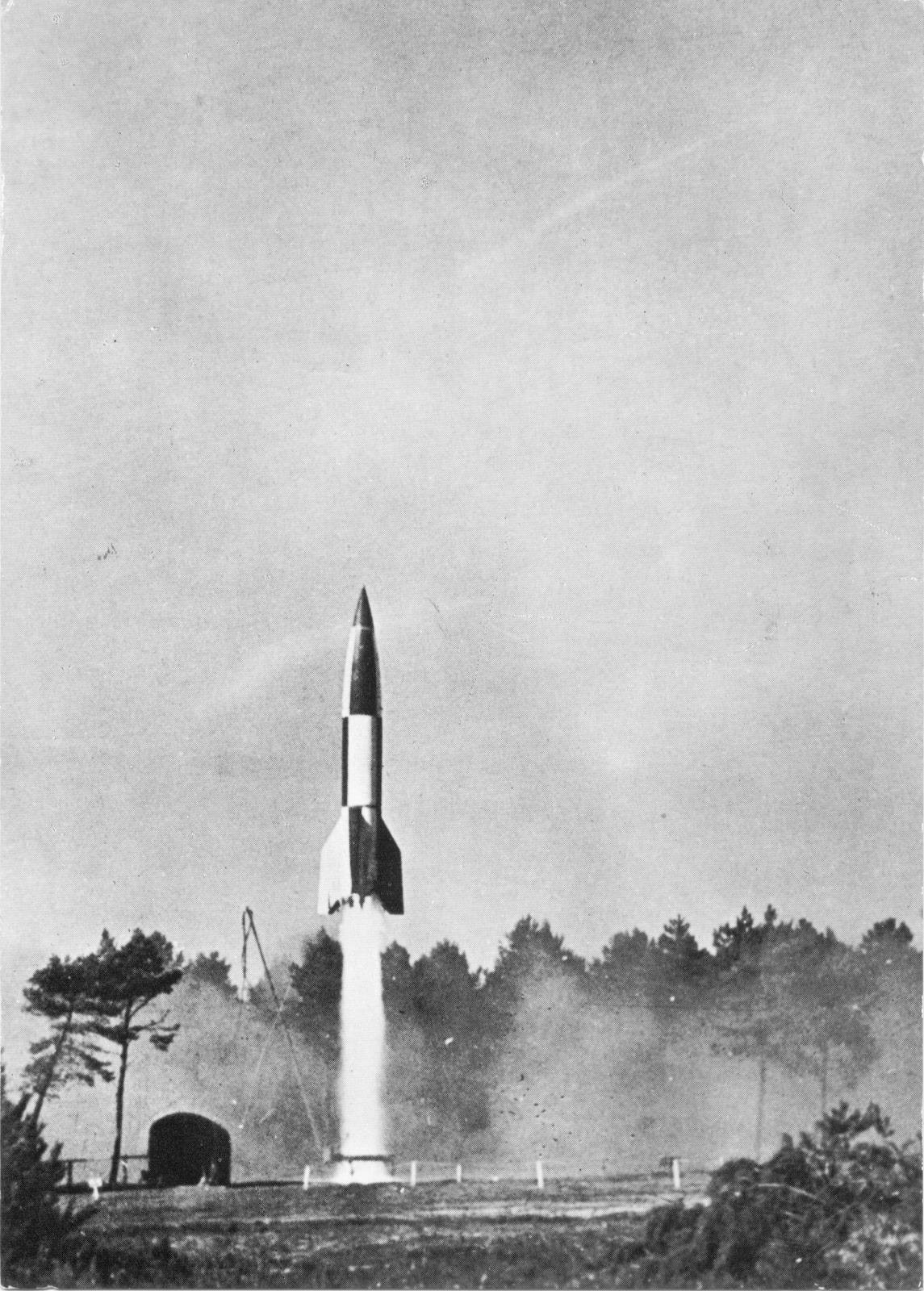
Fusée allemande V-2 tirée par les Britanniques durant l'opération Backfire en 1945.

Pour les articles homonymes, voir Backfire.
L'opération Backfire fut une opération scientifique militaire qui se déroula pendant et après la Seconde Guerre mondiale.

## Histoire

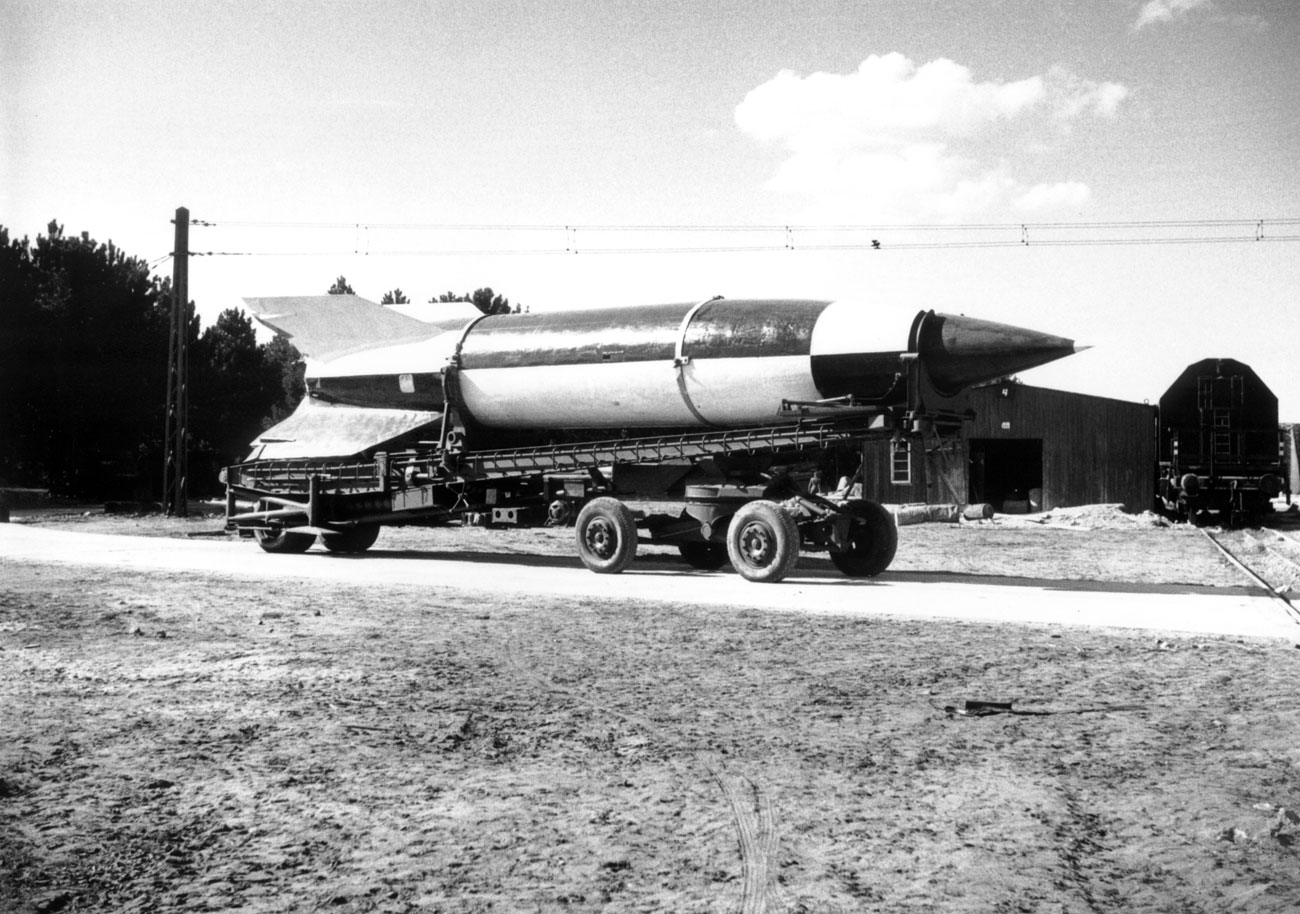
Une fusée A4 de l'opération Backfire près de Cuxhaven (1945).

L'opération fut réalisée principalement par les Britanniques. Elle faisait partie de la lutte alliée pour acquérir la technologie allemande. Avec le consentement du général américain Dwight D. Eisenhower, l'opération fut dirigée par le major Robert Staver de la section Fusée de la branche Recherche et développement de l’Ordinance Office qui avait été chargé de rechercher et d'interroger les spécialistes des fusées allemandes qui avaient construit le V-2. Depuis le 30 avril, il était dans la région de Nordhausen recherchant les techniciens V-2 des laboratoires secondaires. Le commandant de l'Auxiliary Territorial Service Joan Bernard (en) joua également un rôle dans cette opération,.
Pendant cette opération, trois ou éventuellement quatre fusées V-2 furent lancées en octobre 1945 (en) à partir d'un pas de tir situé au 53° 50′ 50″ N, 8° 35′ 32″ E au nord-est d'Arensch près de Cuxhaven en Allemagne, afin de montrer l'arme au personnel allié.
Les Américains avaient déménagé la plus grande partie de la technologie de la fusée V2 de l'usine souterraine allemande Mittelwerk du camp de concentration Mittelbau-Dora près de Nordhausen. Avant que les Soviétiques ne prennent le contrôle de cette zone, les Britanniques eurent l'opportunité de rassembler du matériel. Ils purent rassembler suffisamment de pièces pour construire huit fusées V2. Certaines parties manquaient cependant et une recherche dans toute l'Allemagne fut lancée. Quelque 400 wagons de chemin de fer et 70 vols de Lancaster furent nécessaires pour ramener un quart de million de pièces et 60 véhicules spécialisés à Cuxhaven, les parties les plus difficile à trouver furent les piles pour faire fonctionner les gyroscopes de guidage. Les États-Unis fournirent des assemblages de queue qu'ils avaient saisis. Beaucoup de fusées et le carburant au peroxyde d'hydrogène utilisés durant l'opération furent fournis par la Force T (en), une unité secrète de l'armée britannique qui avait, au printemps et à l'été 1945, recherché des techniques et des scientifiques militaires allemands.
Les procédures de manutention et de lancement étaient inconnues, de sorte que le personnel allemand reçut l'ordre de les exécuter, qui, pour la plupart d’entre eux, le firent volontairement. Les lancements furent filmés et comme le personnel portait leurs uniformes originaux et que les fusées étaient peintes quasiment à l’identique à leur livrée d'origine, ces images (souvent utilisées pour les documentaires) furent confondues avec des images de lancements allemands durant la guerre.
Sur le site de l'ancienne base de lancement, il y a une dépression et quelques restes d'abris. Pendant et après les lancements, les Britanniques tentèrent de recruter du personnel allemand, même ceux transférés par les États-Unis et devant être retournés à ceux-ci, pour aider au développement de leur propre programme de missiles.
Les aspects techniques de l'opération furent détaillés dans un rapport en cinq volumes.

## Lancement
| Date            | Temps de vol | Hauteur maximale | Portée           | Remarques                                                            |
| --------------- | ------------ | ---------------- | ---------------- | -------------------------------------------------------------------- |
| 2 octobre 1945  | 14:41        | 69,4 kilomètres  | 249,4 kilomètres |                                                                      |
| 4 octobre 1945  | 14:16        | 17,4 kilomètres  | 24 kilomètres    | Problème de moteur peu de temps après le lancement.                  |
| 15 octobre 1945 | 15:06        | 64 kilomètres    | 233 kilomètres   | Certaines sources indiquent que le lancement eut lieu le 14 octobre. |

Selon le rapport sur l'opération Backfire, il y eut trois lancements depuis Cuxhaven. La fusée 
Backfire no 1 fut préparée pour être lancé le 1er octobre, mais ne fonctionna pas. La fusée Backfire no 2 fut préparée pour être lancé le 2 octobre et fut lancée sans problème. Le deuxième lancement depuis Cuxhaven eut lieu le 4 octobre avec la fusée no 1. Une troisième et dernière fusée fut lancée pour les représentants de la presse et les Alliés le 15 octobre sous le nom d’opération Clitterhouse. Selon un site, il y aurait eu un quatrième lancement le 17 octobre 1945 qui aurait atteint une altitude d'environ 80 kilomètres.